# ماوريسيو فيرون
ماوريسيو فيرون (بالإسبانية: Mauricio Verón)‏ (2 يوليو 1979 في الأرجنتين - ) هو لاعب كرة قدم أرجنتيني في مركز الوسط. لعب مع أتليتيكو توكومان وتيغري وكيلمس ونادي أتليتيكو بيلغرانو ونادي أولسان هيونداي وسنترال قرطبة دي روساريو ‏ و9 de Julio de Morteros ‏ وConcepción Fútbol Club ‏ وIndependiente de La Rioja ‏ وSportivo Las Parejas ‏ وRacing de Córdoba ‏ ونادي أتلتيكو أرجنتينو.

## وصلات خارجية
- ماوريسيو فيرون على موقع قاعدة بيانات كرة القدم.إي يو (الإنجليزية)